# 北海道朝鮮初中高級学校

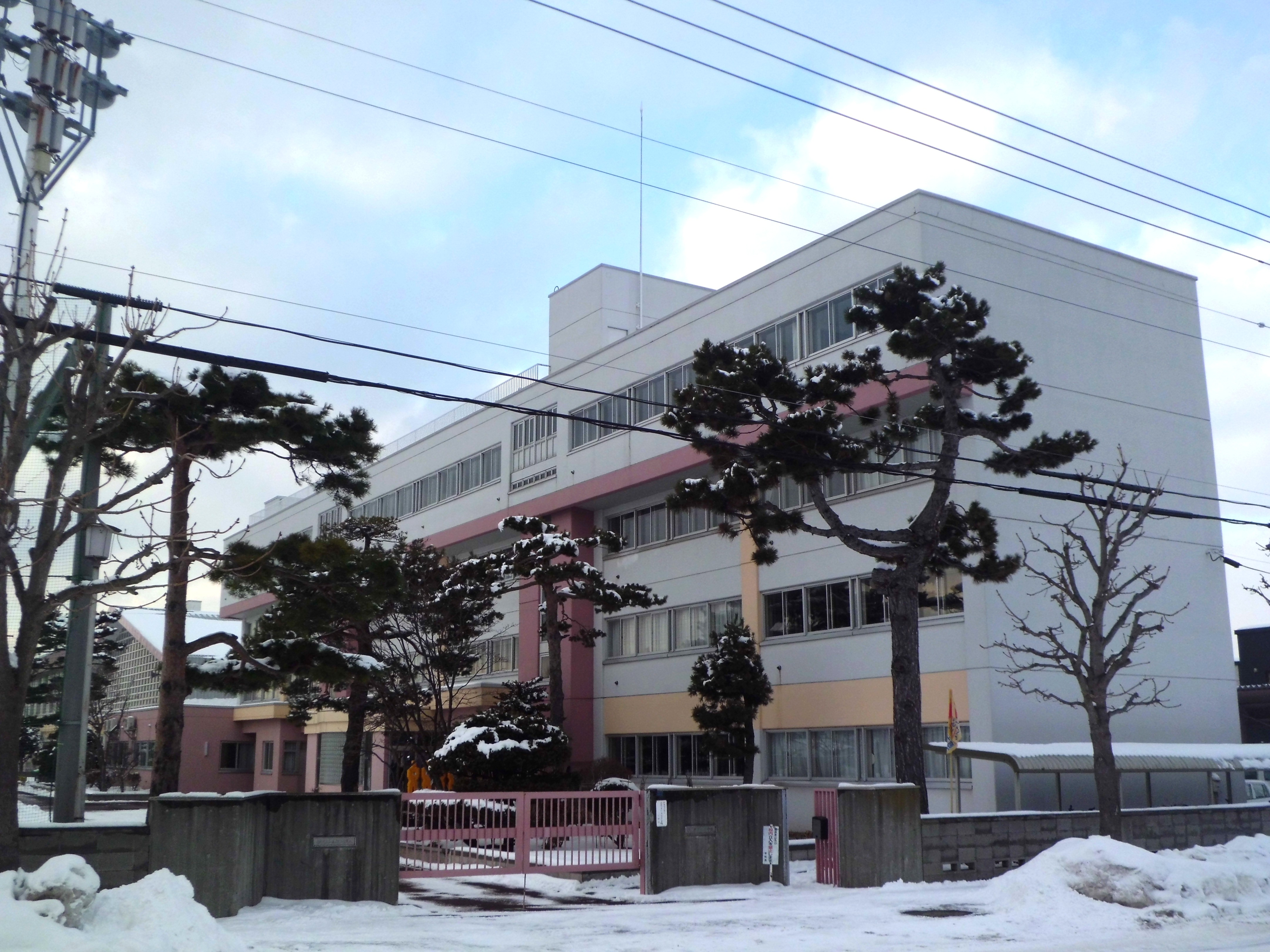
北海道朝鮮初中高級学校

北海道朝鮮初中高級学校（ほっかいどう ちょうせんしょちゅうこうきゅうがっこう、혹가이도조선초중고급학교）は、学校法人北海道朝鮮学園が運営する北海道札幌市清田区にある朝鮮学校。道内の朝鮮学校は、この1校しかない。

## 概要
日本の小学校・中学校・高等学校に相当する教育を行っている各種学校（非一条校）である。

## 沿革
- 1961年
  - 4月 - 北海道朝鮮初中級学校開校（創立日:4月10日）
  - 9月
    - 本校に千歳朝鮮初級学校が統合
    - 本校校舎竣工(札幌市白石区南郷通2丁目南6-35、現･札幌市立南白石小学校所在地）[1]、敷地3,300坪校舎・寄宿舎建坪650坪
- 1968年12月 - 学校法人北海道朝鮮学園を認可
- 1971年10月 - 現在地に移転・新校舎竣工
- 1982年04月 - 高級部を併設
- 1991年01月 - 第37回NHK青春メッセージ全国大会へ出場
- 1992年06月 - 舞踊部(民族舞踊部)が、第1回YOSAKOIソーラン祭りへ出場し準優勝
- 2004年08月 - 全国高等学校ウエイトリフティング競技選抜大会において優勝（高校女子新記録、全国大会4連覇）
- 2009年09月 - 吹奏楽部(総部員数:12人)が札幌地区代表として第54回北海道吹奏楽コンクール(北海道支部大会・高校Cの部)へ出場し金賞を受賞[2]

## 学科
- 高級部
- 中級部
- 初級部

## 生徒数
- 2010年時点で102人[3]
- 2016年時点で55人[4]。
- 2023年時点で35人[5]
- 2024年時点で29人[6]
- 2025年時点で26人[7]

## 所在地
- 〒004-0874 札幌市清田区平岡4条2丁目6-1